# Sillophora
Calluga là một chi bướm đêm thuộc họ Geometridae. Nó còn có tên đồng nghĩa là Calluga.